# Klaus Hartmann (Politiker)
Klaus Hartmann (* 16. Oktober 1935 in Nürnberg; † 14. Dezember 1995 in Hersbruck) war ein deutscher Jurist und Politiker (CSU).

## Leben und Beruf
Nach dem Besuch der Oberrealschule in Hersbruck nahm Hartmann ein Studium der Rechtswissenschaft an den Universitäten in Erlangen und Kiel auf, das er 1962 mit dem zweiten juristischen Staatsexamen beendete. Während seines Studiums wurde er 1954 Mitglied der Burschenschaft Germania Erlangen. Er trat 1963 als Assessor beim Regierungsbezirk Mittelfranken in Ansbach in den bayerischen Staatsdienst ein und wurde 1964 Regierungsrat beim Landratsamt in Hersbruck. Von 1972 bis 1984 war er als Rechtsanwalt in Hersbruck tätig. Hartmann nahm sich am 14. Dezember 1995 das Leben.

## Abgeordneter
Hartmann war von 1976 bis zu seiner Mandatsniederlegung am 4. Juni 1984 Mitglied des Deutschen Bundestages. Im Parlament vertrat er den Wahlkreis Erlangen. Von 1980 bis zum 27. Oktober 1982 war er stellvertretender Vorsitzender des Bundestagsausschusses für Jugend, Familie und Gesundheit.

## Öffentliche Ämter
Hartmann amtierte von 1965 bis 1972 als Landrat des Kreises Hersbruck. Er war von 1972 bis 1978 zunächst stellvertretender Landrat und von 1984 bis zu seinem Tode dann Landrat des Kreises Nürnberger Land.

## Ehrungen
- Bundesverdienstkreuz (6. November 1987)[2]
- Goldener Ehrenring des Landkreises Hersbruck